# 大鶏雌雄図
『大鶏雌雄図』（たいけいしゆうず）は、伊藤若冲の日本画『動植綵絵』の全30幅中の1幅である。ニワトリのオスとメスがそれぞれ1羽ずつ描かれている。

## 背景
『動植綵絵』は江戸時代の日本画家・伊藤若冲の代表作のひとつである。若冲は両親、弟、自分自身の永代供養を願って『釈迦三尊像』と本画を製作し、1765年に相国寺に寄進した。その後は同寺のもとに伝わったが、同寺が廃仏毀釈の影響で貧窮したため、1889年（明治22年）に1万円の下賜金と引き換えに明治天皇へと献上された。その後は御物として皇室の管理化にあったが、1989年（平成元年）に日本国へ寄贈され皇居三の丸尚蔵館の所蔵となった。『動植綵絵』の題は若冲が自ら寄進状に記した名称であり、その名の通り30幅いずれもさまざまな動植物をモチーフとしている。『動植綵絵』の大きな特徴として独創的な色彩表現が挙げられる。技法自体は伝統的な絹絵の表現方法を踏襲しているものの、絵具の種類やその重ね方、裏彩色の活かし方を工夫することで独自の色彩表現として成立している。皇居三の丸尚蔵館学芸室主任研究官の太田彩は本作の製作にかかった10年を「若冲飛躍の10年であり、若冲画風確立の10年であった」と述べている。また、若冲の作品群の中でも特に高い評価を得ており、「『動植綵絵』は別格」などとも評される。本項では『動植綵絵』30幅のうち1幅『大鶏雌雄図』について詳述する。

## 内容
ニワトリのオスとメスがそれぞれ1羽ずつ描かれている。絹本着色。寸法は縦142.3センチメートル、横79.1センチメートルである。『藤景和画記』では「聯歩祝祝」（れんぽしゅくしゅく）と第されている。本画は雌雄2羽のニワトリと背景に土坡が1本引かれているのみで、背景のモチーフの一切が省かれている。『動植綵絵』の中でももっとも簡便な構図となっており、『動植綵絵』の作品傾向とはやや異なる。辻惟雄は構図は単純であると述べつつも、「得意の鶏に画題を絞っただけに、雄鶏の頭部など、「紫陽花双鶏図」のそれを上まわる迫力をもっている」と評している。ニワトリの黒目の周囲にわずかに緑の染料が用いられているが、本画は緑と青の染料・顔料がほとんど使われていないのが特徴で、他には土坡の一部に緑の染料が用いられているのみである。また、裏彩色もごく一部にしか用いられていない。
雄鶏は辰砂の赤でトサカが表現されており、塗りの厚みを変えることで色の濃淡を調整している。また、辰砂の上から濃い赤色の染料が点々と施されているほか、目の周囲にも濃い赤色の染料で縁取りが施されている。これらの赤に重ねるようにところどころに墨線を、トサカの凹部には墨で影を加えており、太田はこれを「重厚な表現」と評している。脚の黄色は鉄を主成分とする黄土が用いられており、付け根の赤茶は代赭によるものだと考えられている。黒目からは鉄が多く検出されるため、黒漆が用いられていると考えられている。羽の茶褐色、黄色からはカルシウムと鉄が検出されるため、胡粉、黄土、代赭によって表現されている。これらの顔料を使い分け、顔料の濃淡と線の太さによって表現を調整している。裏彩色は耳たぶと尾羽の白部分に胡粉が施されているのみである。なお、ニワトリの描写としてはあまり写実的ではなく、具体的にはトサカが3枚冠でありながら過剰に大きい点、トサカの切り込みが深すぎる点、肉髭に切り込みがある点、尾羽が大きすぎる点など、実際のニワトリにはあり得ない描写が散見される。
雌鶏の黒羽は鈍い光沢を伴う質感が表現されている。墨の厚み、濃淡を使い分けているほか、墨の種類の違いによって艶の差を出している。黒目からは鉄が多く検出されるため、黒漆が用いられていると考えられている。脚の黄色は鉄を主成分とする黄土が用いられている。裏彩色は尾羽の濃い灰色に胡粉と墨の混色が施されている。

## 落款
本画は『動植綵絵』のうち制作年代が明らかになっている7幅のひとつである。款記には「宝暦己卯平安錦街居士若冲造」とあり、「宝暦己卯」との記述から月は不明だが宝暦9年の制作であることがわかっている。書体の特徴が『紫陽花双鶏図』と似ていることから、辻は同年秋頃の制作だと推定している。制作年代の明らかになっている7幅のうち5幅が1959年作で、加えて同年には『鹿苑寺大書院障壁画』50面も制作しているため、同年の若冲の制作意欲の高さがうかがえる。
印は白文方印で「汝鈞」と、朱文円印で「藤氏景和」と捺されている。「汝鈞」は名、「景和」は字、「藤」は姓を意味する。